# Dibrova, Volodîmîreț
Dibrova (în ucraineană Діброва) este un sat în comuna Sopaciv din raionul Volodîmîreț, regiunea Rivne, Ucraina.

## Demografie
Componența lingvistică a localității Dibrova
     Ucraineană (99,65%)
     Alte limbi (0,35%)
Conform recensământului din 2001, majoritatea populației localității Dibrova era vorbitoare de ucraineană (99,65%), existând în minoritate și vorbitori de alte limbi.